# Elise Beuer

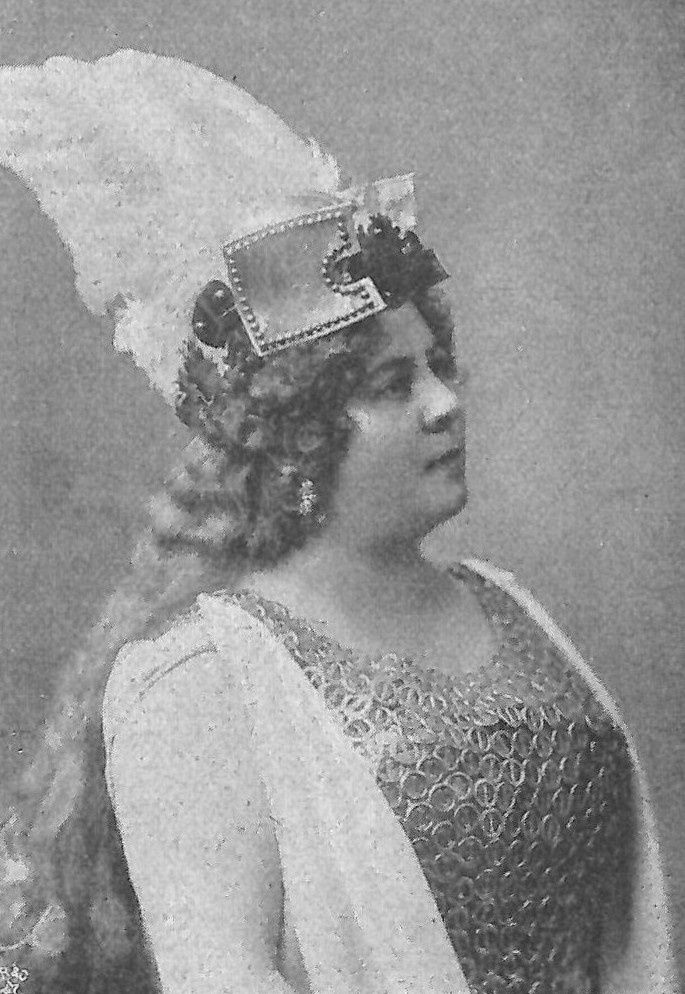
Elise Beuer als Brünhilde, fotografiert von Arnold Mocsigay um 1902

Elise Beuer, geboren als Elisabeth Julia Beuer, verheiratete Elise Martens, (21. Juli 1863 in Karlsbad, Böhmen – nach 1908) war eine deutsche Opernsängerin (Mezzosopran, Sopran).

## Leben
Beuer, die Tochter des aus Reichenberg stammenden Handelsmannes Ferdinand Josef Beuer, der später als Musikdirektor und auch als Regenschori tätig war, sang schon frühzeitig in der Kirche die Soli.
Ihr Vater wurde veranlasst, sie zur weiteren Gesangsausbildung nach Wien zu schicken. Ihre Bühnenlaufbahn begann sie am Krollschen Theater in Berlin, danach war sie in Breslau (1890), Chemnitz (1890–1891) und Mainz (1891–1892), Leipzig (1892–1899) und am Hamburger Stadttheater (1899–1908) tätig. Sie wurde 1907 als „wuchtige dramatische Sängerin“ charakterisiert, zehn Jahre vorher hatte man in Leipzig die „zwingende Gewalt ihrer Erscheinung auf die Lachmuskeln des Publikums“ gelobt. Rudolf Birgfeld lobte sie in Hamburg geradezu enthusiastisch: „[…] mit ihr war die rechte Wunschmaid, die wir ersehnten und erwünschten, gekommen. Sie fand den richtigen Ton für die fröhlich zum Kampf hinausstürmende Walküre, für die in hoheitsvollem Ernst dem Siegmund den Tod verkündende Göttertochter und für das in Aussicht eines freudelosen, entbehrenden Daseins im Innersten gekränkte Weib […] Ihr wunderbares, die tiefen Alttöne und die hohe Sopranlage in gleicher Stärke und Schönheit umfassendes Organ ermöglicht es ihr, so verschiedenartige Rollen, wie die Brünnhilde und die Azucena im „Troubadour“, mit gleicher Vollendung zu singen […]“ Er bescheinigte ihr ein „eminentes Darstellungstalent“ und gipfelte schließlich mit dem Satz: „Und eine solche Künstlerin hat die Leipziger Theaterdirection ziehen lassen! Da dürfen wir uns mit Recht ihres Besitzes freuen und sagen: Beati possidentes.“
Zunächst sang sie im Mezzosopran-Fach, darunter die „Frau Reich“ in den Lustigen Weiber von Windsor von Nicolai, den „Adriano“ in Rienzi, die „Ortrud“ im Lohengrin, die „Fricka“ im Nibelungenring, die „Brangäne“ im Tristan, die „Magdalene“ in den Meistersingern, die „Gertrud“ in Hänsel und Gretel, die „Quickly“ im „Falstaff“, die „Azucena“ im Troubadour, die „Amneris“ in Aida und die „Fides“ im Propheten von Meyerbeer. Sie sang aber auch Sopranpartien: „Leonore“ im Fidelio, „Selika“ in L’Africaine von Meyerbeer, „Brünnhilde“ in den Opern des Ring-Zyklus.
1908 gab sie ihre Bühnenkarriere nach ihrer Hochzeit mit einem Dr. Martens oder Dr. Mertens auf; diese Ehe scheint allerdings bereits einige Jahre früher geschlossen worden zu sein. auf und lebte anschließend in Freiburg im Breisgau. Vom Hamburger Publikum verabschiedete sie sich als Elise Beuer in der Rolle der Brünnhilde in der Götterdämmerung.